# Střední škola průmyslová a umělecká Hodonín
Střední škola průmyslová a umělecká Hodonín, Brandlova 32 je střední škola v Hodoníně s nabídkou čtyřletých studijních oborů s maturitou Grafický design, Stavebnictví, Technické lyceum, Užitá malba.
Patří mezi stabilizované střední odborné a vyšší odborné školy hodonínského regionu. Jedná se o školu s dlouholetou tradicí, která si vytvořila dobrou pověst mezi odbornou i laickou veřejností. Škola poskytuje žákům úplné střední odborné vzdělání a vyšší odborné vzdělání a připravuje je pro výkon povolání a činností v národním hospodářství, správě, kultuře, umění a ostatních oblastech života, připravuje žáky i pro studium na vysokých školách. 
Ke své činnosti škola využívá dvě budovy. Hlavní školní budova stojí na ulici Brandlova 32 v Hodoníně. Budova odloučeného pracoviště se nachází na ulici Dobrovolského 6 a slouží pro výuku výtvarných oborů.
Na škole působí výchovná poradkyně a protidrogová preventistka.